# Skellefteå sjukhus
Skellefteå sjukhus, tidigare Skellefteå lasarett, är ett av tre länsdelssjukhus i Västerbottens län, de övriga är Norrlands universitetssjukhus i Umeå och Lycksele sjukhus, ägt av Region Västerbotten. Skellefteå sjukhus är ett komplett sjukhus och här finns även länets barnlöshetsmottagning. Sjukhuset har cirka 1 200 anställda.
Sjukhuset ger service till invånarna i Skellefteå och Norsjö kommun. Inom upptagningsområdet bor cirka 76 000 invånare. Skellefteå sjukhus är ett akutsjukhus och hanterar således akuta sjukdomstillstånd som inträffar sällan för den enskilde patienten. Även om uppgiften i huvudsak är att bekämpa sjukdom arbetar man också hälsofrämjande och förebyggande.
Vid sjukhuset bedrivs klinisk forskning på patientnära områden som hjärt-kärlsjukdomar, slaganfall, lungsjukdomar och mag-tarmsjukdomar. På Skellefteå sjukhuset forskas det även på hur man använder läkemedel optimalt och bedriver omvårdnadsforskning.
Sjukhuset bytte namn från Skellefteå lasarett till Skellefteå sjukhus i juni 2024.

## Historia
Ursprunget till Skellefteå sjukhus är det gamla lasarettet från 1869 som låg på hörnet av Hörnellgatan och Strandgatan. Lasarettet hade en kapacitet på 24 patienter i lokaler som bestod av tre större sjuksalar, sex mindre sjukrum, ett mottagningsrum för läkaren, ett sammanträdesrum för direktionen, bostadsutrymmen för sköterskan samt badrum. År 1900 tillsattes en landstingskommitté för att utreda framtiden för sjukvården i länet. Ett av förslagen var att flytta läkarbostaden från lasarettet, men planerna försenades. Skellefteå stad erbjöd gratis mark för ett nytt lasarett på Klockarberget, och 1912 fattades beslutet att bygga en ny sjukhusanläggning.

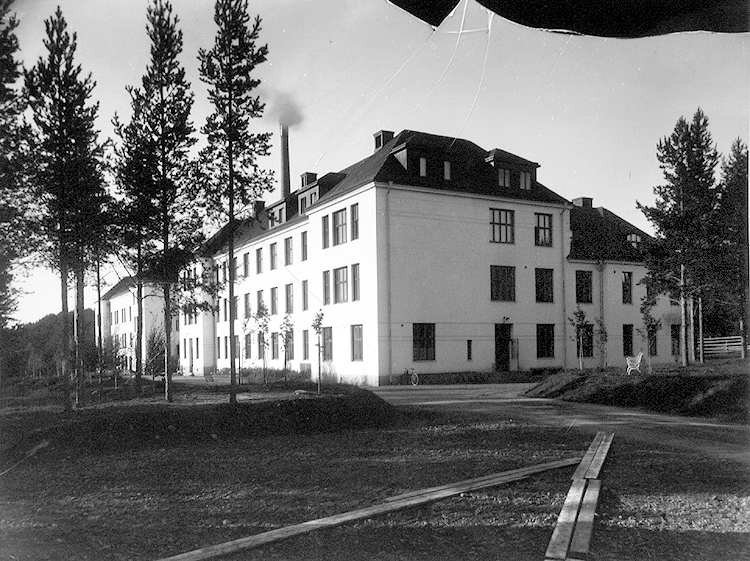
Skellefteå lasarett, 1916.

År 1912 påbörjades bygget av det nya lasarettet, med Ernst Stenhammar som arkitekt. Den 7 oktober 1915 flyttades verksamheten till det nya lasarettet, som bestod av en vårdavdelning med plats för 60 patienter samt en tuberkulospaviljong med 50 vårdplatser. Den gamla byggnaden såldes på offentlig auktion.
Under årens lopp har fler byggnader byggts på sjukhusområdet, ritade av bland andra Robert Laurell, Carl-Gustaf Carlstedt och Birgitta Edberg.

### Ny modern vårdbyggnad
I juni 2017 tog landstingsfullmäktige beslut om en ny fastighetsutvecklingsplan för 2015–2025 där ombyggnationer för Skellefteå sjukhus ingick. Ett år senare, i juni 2018, var den första lokalförsörjningsplanen framtagen för var olika verksamheter ska placeras i sjukhuset efter ombyggnationerna. I den framgår det att en ny vårdbyggnad ska byggas där de två äldsta byggnaderna från 1915 är placerade, med en beräknad kostnad på en miljard kronor.
Ett parkeringshus är planerat att byggas intill den nya vårdbyggnaden, med Byggdialog som totalentreprenör. I augusti 2023 tillkännagavs det att även Byggdialog skulle bygga den nya vårdbyggnaden, med om- och nybyggnationer på 62 000 kvadratmeter. I slutet av februari 2024 påbörjades rivningarna av de två äldsta vårdbyggnaderna, vilket var färdigställt under hösten samma år.
Den 12 mars 2025 togs det första spadtaget för den nya vårdbyggnaden på 40 000 kvadratmeter, med planerad inflyttning under 2029 eller 2030.